# Tabula Rasa (Bloodbound album)
Tabula Rasa är ett musikalbum släppt 2009 av det svenska heavy metal-bandet Bloodbound. Det är inte ett renodlat konceptalbum men de flesta spåren på skivan anknyter till den humanfilosofiska hypotesen tabula rasa, nyttjar bokstavliga tolkningar av frasen eller hänsyftar till litterära verk som nämner tabula rasa.

## Släppt
- Asien: 25 mars 2009 (Marquee/Avalon)
- USA: 21 april 2009 (Blistering Records)
- Europa: 26 april 2009 (Blistering Records)

## Låtordning
Text, melodi och sångarrangemang av Urban breed.
1. "Sweet Dreams Of Madness" (T.Olsson/U.breed) 4:34
2. "Dominion 5" (T.Olsson/U.breed) 5:06
3. "Take One" (T.Olsson/U.breed) 4:04
4. "Tabula Rasa" (T.Olsson/U.breed) 3:42
5. "Night Touches You" (T.Olsson/U.breed)4:18
6. "Tabula Rasa Pt.II (Nothing At All)" (T.Olsson/U.breed) 3:32
7. "Plague Doctor"(T.Olsson/U.breed) 3:45
8. "Master Of My Dreams"(T.Olsson/U.breed) 3:33
9. "Twisted Kind Of Fate"(T.Olsson/U.breed) 3:45
10. "All Rights Reserved"(T.Olsson/U.breed) 4:31

Bonusspår:
1. "The Crying Kitten" (Japanbonus) (T.Olsson/P.Åkerlind) 2:53
2. "Bonus Video - A Year With bloodbound" (Digi-pack-bonus)

## Musiker
- Urban breed - Sång, keyboards
- Tomas Olsson - Elgitarr, elbas
- Henrik Olsson - Elgitarr
- Fredrik Bergh - Keyboards
- Johan Sohlberg - Elbas
- Pelle Åkerlind - Trummor

## Övrig information
Producent: Bloodbound Inspelad: Studio Mega, Varberg Sverige
Ljudtekniker i Studio Mega: Johan Örnborg Sång inspelad i: the Frop Farm, Flaxenbo, Sverige och med Frop Farm Mobile unit, Atlanta, Georgia, USA.
Mixad & Mastrad av: Johan Örnborg at Studiomega, Varberg, Sweden och Fascination Street Studios, Örebro, Sverige.
Omslag: Mark Wilkinson [www.the-masque.com]
Booklet av: Carl-André Beckston